# Marc Barbé

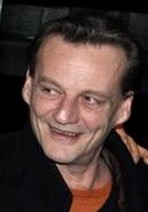
Marc Barbé (2013)

Marc Barbé (* 6. Mai 1961 in Nancy, Frankreich) ist ein französischer Schauspieler.

## Leben
Marc Barbé lebte fast zehn Jahre lang in den USA, wo er als Zimmermann arbeitete, bevor er nach Frankreich zurückkehrte. Er begann als Schauspieler zu arbeiten und übersetzte nebenbei mehrere Romane und Theaterstücke. Mit dem 1998 veröffentlichten und von Philippe Grandrieux inszenierten Horrordrama Dunkle Triebe gelang Barbé anschließend sein Durchbruch. Er spielte an der Seite von Elina Löwensohn und Géraldine Voillat den Serienkiller Jean, der süchtig danach ist, Menschen zu töten.

## Filmografie (Auswahl)
- 1992: Das Leben der Boheme (La vie de bohème)
- 1993: An der Seite von Antonin Artaud (En compagnie d'Antonin Artaud)
- 1996: Der Schrei der Seide (Le cri de la soie)
- 1998: Dunkle Triebe (Sombre)
- 1999: Paddy
- 2002: Verraten und verkauft (La vie nouvelle)
- 2003: Marie und der Wolf (Marie et le loup)
- 2005: Unruhestifter (Les amants réguliers)
- 2006: Liebe oder Zahnweh (Toothache)
- 2006: Der Unberührbare (L’intouchable)
- 2007: Intimate Enemies – Der Feind in den eigenen Reihen (L’ennemi intime)
- 2007: Die Herzogin von Langeais (Ne touchez pas la hache)
- 2007: La vie en rose (La môme)
- 2008: Diese Nacht (Nuit de chien)
- 2009: Erst einer, dann alle (Qu'un seul tienne et les autres suivront)
- 2010: Der Sohn des Hundemörders (Enterrez nos chiens)
- 2011: Das Meer am Morgen (La mer à l’aube)
- 2011: Die Mondnacht von Toulon (Les cinq parties du monde)
- 2011: La folie Almayer
- 2012: My Way – Ein Leben für das Chanson (Cloclo)
- 2013: Die Nonne (La religieuse)
- 2016: Sieben Tage voller Leidenschaft (Sette giorni)
- 2017: Gauguin (Gauguin – Voyage de Tahiti)
- 2017: Engrenages (Fernsehserie, 2 Folgen)
- 2018: Eva
- 2018: Steht auf, Genossinen! (Mélancolie ouvrière)
- 2018: Verbündete Feinde (Frères ennemis)
- 2021: Paris Police 1900 (Fernsehserie)
- 2023: Die drei Musketiere – D’Artagnan (Les Trois Mousquetaires: D’Artagnan)
- 2023: Die drei Musketiere – Milady (Les Trois Mousquetaires: Milady)
- 2024: Planet B (Planète B)